# Atriplex tridentata var. robusta
Atriplex tridentata var. robusta là loài thực vật có hoa thuộc họ Dền. Loài này được Stutz, M.R.Stutz & S.C.Sand. mô tả khoa học đầu tiên năm 2002.